# 侯海熊
侯海熊（1943年—），台灣政治人物，國立台灣大學法律學系畢業，前民主進步黨（民進黨）黨員，曾任律師、台灣台南地方法院檢察署檢察官、台灣台北地方法院檢察署檢察官、第2屆全國不分區立法委員、民進黨第2屆中央執行委員、民進黨嘉義縣黨部主任委員、泛亞國際證券投資顧問股份有限公司董事長。
1985年嘉義縣長選舉，黨外推薦的侯海熊與中國國民黨（國民黨）提名的何嘉榮參選，侯海熊以七千票、9%選票之差落選。
1992年，侯海熊屢次向《自立早報》社長吳豐山指控當時《自立早報》主跑立法院新聞的記者羅碧霞的報導對他不友善，並揚言控告《自立早報》與羅碧霞。吳豐山找來羅碧霞詢問原委之後，與羅碧霞共同決定「任憑侯海熊去告」，羅碧霞照常主跑立法院新聞。1995年1月11日，由於侯海熊關切涉入洪福案（1994年洪福證券違約交割案）的立委翁大銘的公司被搜索一案，侯海熊被民進黨中央評議委員會（中評會）以「時地不宜」為由開除黨籍，連帶喪失不分區立委資格，江鵬堅遞補其缺額。1995年3月25日，侯海熊因洪福案被判處有期徒刑八個月。1995年12月，侯海熊落選。
1994年間，台灣詐欺慣犯張儷瓊以中文假名「黃雅玲」與英文假名「Alin」打電話給侯海熊，自稱是三陽工業董事長黃世惠的女兒，說黃世惠外孫罹患肝病必須在三軍總醫院住院治療，請侯海熊代為安排病床；侯海熊信以為真，被詐騙新台幣6550萬元。事後張儷瓊避不見面，引起侯海熊懷疑，侯海熊直接打電話到三陽工業，得知黃世惠確實有一個女兒Alin長年居住國外、不太會說中文，才知道自己上當。2003年8月26日，棄保潛逃的張儷瓊在逛街時被其他被害人認出，當場被逮捕。
2001年10月，泛亞投顧停止對外營業。2002年9月2日，泛亞投顧正式申報停業登記，並已註銷中華民國證券投資信託暨顧問商業同業公會（投信投顧公會）會籍。2009年，中福振業改選董事、監事，侯海熊當選監察人。

## 外部連結
- 立法院國會圖書館 侯海熊個人資料 （页面存档备份，存于）